# 브랜디 크러스타

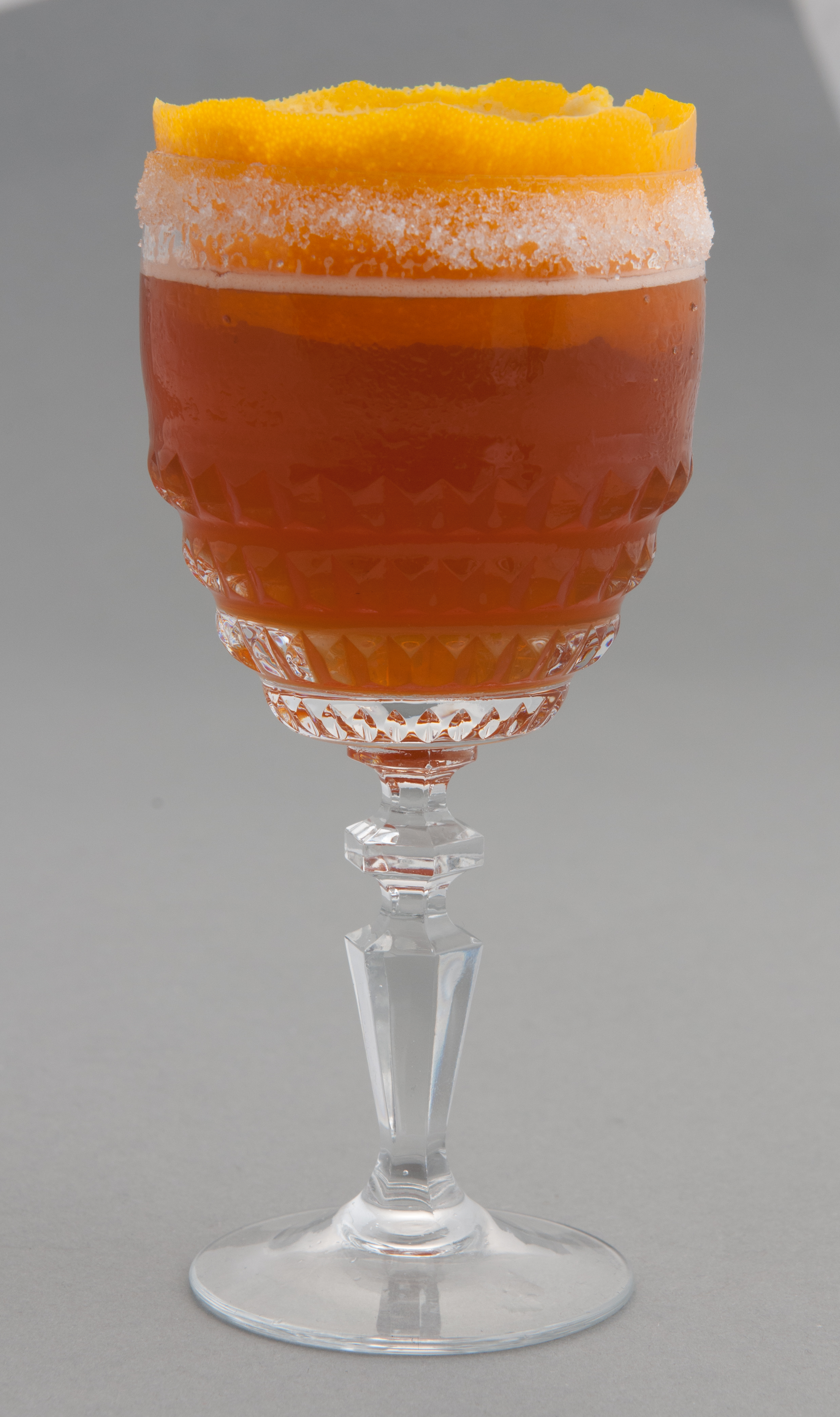

브랜디 크러스타(Brandy crusta)는 브랜디, 마라스키노 룩사르도, 큐라소, 신선한 레몬 주스, 설탕 시럽, 앙고스투라 비터로 만든 IBA 공식 칵테일이다.
가장자리에 있는 설탕 껍질의 이름을 따서 명명된 이 칵테일은 뉴올리언스의 바텐더인 조셉 산티니(Joseph Santini)가 자신의 바인 주얼 오브 더 사우스(Jewel of the South)에서 발명했다.
제리 토머스는 1862년 칵테일 매뉴얼에 처음으로 레시피를 게시했다.